# Hirtodrosophila trifasciata
Hirtodrosophila trifasciata är en tvåvingeart som först beskrevs av Meijere 1916.  Hirtodrosophila trifasciata ingår i släktet Hirtodrosophila och familjen daggflugor. Inga underarter finns listade i Catalogue of Life.